# Xian de Barkam
Cette page contient des caractères spéciaux ou non latins. S’ils s’affichent mal (▯, ?, etc.), consultez la page d’aide Unicode.

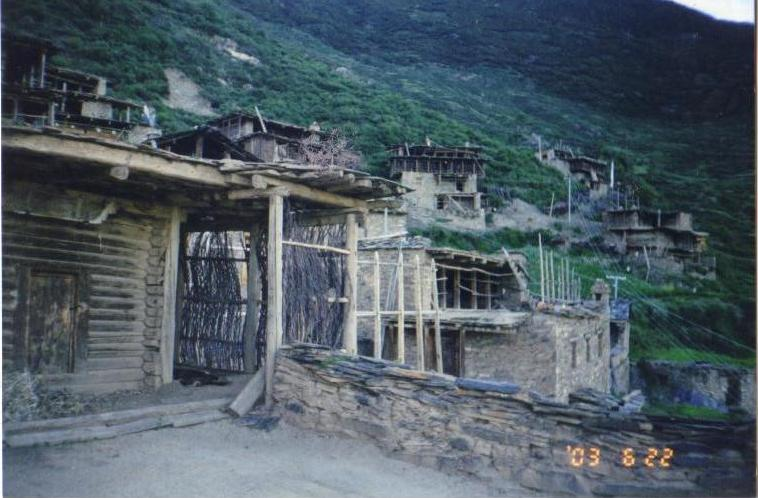
Nord-ouest du xian de Barkam

Le xian de Barkam (chinois simplifié : 马尔康县 ; pinyin : mǎ'ěrkāng xiàn ; tibétain : འབར་ཁམས་, Wylie : Bar-khams, pinyin tibétain : Barkam) est un district administratif de la province du Sichuan en Chine. Il est placé sous la juridiction de la préfecture autonome tibétaine et qiang d'Aba.

## Histoire
À 8 km de la ville est situé le bourg de Zhuokeji (chinois : 卓克基, signifiant suprématie en tibétain), ou se situe le manoir officiel du Tusi Zhuokeji. Ce bourg, construit en 1286 a été détruit par le feu en 1936 puis reconstruit en 1938.
Le xian comporte également les tusi de Suomo (梭磨), Songgang (松岗) et Dangba (党坝).

## Climat
Les températures moyennes pour le district de Barkam vont de +1,1 °C pour le mois le plus froid à +17,9 °C pour le mois le plus chaud, avec une moyenne annuelle de +10,3 °C (chiffres arrêtés en 1990), et la pluviométrie y est de 774,5 mm (chiffres arrêtés en 1990).

## Démographie
La population du district était de 54 735 habitants en 1999.

## Culture
C'est la région où sont parlées le Gyalrong de l'est, une des langues gyalrong, de la famille des langues qianguiques. Le nom chinois du Gyalrong de l'est est Situ (四土), en référence aux quatre tusi de Barkam.